# The Chemical Brothers
The Chemical Brothers är en brittisk elektronisk/Big Beat musikduo bestående av discjockeyarna och musikproducenterna Tom Rowlands och Ed Simons.
Duon startade 1991 och döpte sig året efter till The Dust Brothers efter en amerikansk producentgrupp. 1995 bytte de namn till det nuvarande. 
De slog framförallt igenom 1997 med albumet Dig Your Own Hole. Skivan innehåller några av deras mest kända låtar, så som "Block Rockin' Beats" och "Setting Sun" där Noel Gallagher står för sången, dessa låtar blev sedermera singelettor på UK singles chart. Andra kända låtar är "Hey Boy Hey Girl", "Star Guitar" och "Galvanize".

## Diskografi

### Album
| År   | Title                      | Listplacering |
| År   | Title                      | UK            |
| ---- | -------------------------- | ------------- |
| 1995 | Exit Planet Dust           | 9             |
| 1997 | Dig Your Own Hole          | 1             |
| 1999 | Surrender                  | 1             |
| 2002 | Come with Us               | 1             |
| 2005 | Push the Button            | 1             |
| 2007 | We Are the Night           | 1             |
| 2010 | Further                    | — [A]         |
| 2015 | Born in the Echoes         | 1             |
| 2019 | No Geography               | 4             |
| 2023 | For That Beautiful Feeling | —             |

### EP
| 1994 | Fourteenth Century Sky | —  |
| 1994 | My Mercury Mouth E.P   | —  |
| 1996 | Loops of Fury          | 13 |

### Singlar
| År   | Singel                                            | Listplacering | Album                                                                    |
| År   | Singel                                            | UK            | Album                                                                    |
| ---- | ------------------------------------------------- | ------------- | ------------------------------------------------------------------------ |
| 1992 | "Song to the Siren"                               | —             | Exit Planet Dust                                                         |
| 1995 | "Leave Home"                                      | 17            | Exit Planet Dust                                                         |
| 1995 | "Life Is Sweet"                                   | 25            | Exit Planet Dust                                                         |
| 1996 | "Setting Sun" (featuring Noel Gallagher)          | 1             | Dig Your Own Hole                                                        |
| 1997 | "Block Rockin' Beats"[B]                          | 1             | Dig Your Own Hole                                                        |
| 1997 | "Elektrobank"[C]                                  | 17            | Dig Your Own Hole                                                        |
| 1997 | "The Private Psychedelic Reel"                    | —             | Dig Your Own Hole                                                        |
| 1999 | "Hey Boy Hey Girl"                                | 3             | Surrender                                                                |
| 1999 | "Let Forever Be" (featuring Noel Gallagher)       | 9             | Surrender                                                                |
| 1999 | "Out of Control" (featuring Bernard Sumner)       | 21            | Surrender                                                                |
| 2000 | "Music: Response"                                 | —             | Surrender                                                                |
| 2001 | "It Began in Afrika"                              | 8             | Come with Us                                                             |
| 2002 | "Star Guitar"                                     | 8             | Come with Us                                                             |
| 2002 | "Come with Us" / "The Test"                       | 14            | Come with Us                                                             |
| 2003 | "The Golden Path" (featuring The Flaming Lips)    | 17            | Singles 93–03                                                            |
| 2003 | "Get Yourself High" (featuring k-os)              | —             | Singles 93–03                                                            |
| 2005 | "Galvanize" (featuring Q-Tip)                     | 3             | Push the Button                                                          |
| 2005 | "Believe"                                         | 18            | Push the Button                                                          |
| 2005 | "The Boxer"                                       | 41            | Push the Button                                                          |
| 2007 | "Do It Again"                                     | 12            | We Are the Night                                                         |
| 2007 | "The Salmon Dance" (featuring Fatlip)             | 27            | We Are the Night                                                         |
| 2008 | "Midnight Madness"                                | 80            | Brotherhood                                                              |
| 2010 | "Escape Velocity"                                 | —             | Further                                                                  |
| 2010 | "Swoon"                                           | 85            | Further                                                                  |
| 2010 | "Another World"                                   | —             | Further                                                                  |
| 2011 | "Container Park"                                  | —             | Hanna soundtrack                                                         |
| 2014 | "This Is Not a Game" (featuring Miguel and Lorde) | —             | The Hunger Games: Mockingjay, Pt. 1 – Original Motion Picture Soundtrack |
| 2015 | "Go"                                              | 46            | Born in the Echoes                                                       |

### Samlingsalbum
| Samlingsalbum | Listplacering |
| Samlingsalbum | UK            |
| ------------- | ------------- |
| Singles 93–03 | 9             |
| Brotherhood   | 11            |